# Murcia (Filipinas)
Murcia es una municipalidad de primera clase y parcialmente urbana situada en la provincia de Negros Occidental, región VI (Bisayas Occidentales), Filipinas. Tiene una población de 75.207 habitantes y está organizada administrativamente en 23 barangays, todos ellos rurales, excepto el denominado Zone III (Pob.) que está considerado como urbano. 
Los barangays que componen la municipalidad de Murcia son:
| - Abo-abo - Alegría - Amayco - Zone I (Población) - Zone II (Población) - Zone III (Población) - Zone IV (Población) - Zone V (Población) - Blumentritt - Buenavista - Caliban - Canlandog | - Cansilayan - Damsite - Iglau-an - López Jaena - Minoyan - Pandanon - San Miguel - Santa Cruz - Santa Rosa - Salvación - Talotog |